# Угузевська сільська рада
Угу́зевська сільська рада (рос. Угузевский сельский совет) — муніципальне утворення у складі Бірського району Башкортостану, Росія. Адміністративний центр — село Угузево.

## Населення
Населення — 360 осіб (2019, 500 у 2010, 542 у 2002).

## Склад
До складу поселення входять такі населені пункти:
| Населений пункт     | Населення, осіб (2002) | Населення, осіб (2010) |
| ------------------- | ---------------------- | ---------------------- |
| Романовка, присілок | 83                     | 62                     |
| Угузево, село       | 411                    | 414                    |
| Чишма, присілок     | 48                     | 24                     |